# Храм Диониса (Помпеи)
Храм Диониса в Помпеях (также Святилище С; итал. Tempio di Dioniso, Pompei) — руины древнеримского храма на территории разрушенного города Помпеи; был построен в период между концом III века и началом II века до н. э. за счет средств Мараса Атиниуса. Посвященный Дионису, храм поддерживал его культ даже после того, как в 186 году до н. э. Римский сенат запретил любую форму почитания Диониса — вероятно потому, что именно Дионис считался покровителем многочисленных виноградников в районе города. Здание было случайно обнаружено из-за разрыва бомбы в период Второй мировой войны, в 1943 году — первые систематические раскопки начались в 1947.